# Marliece Andrada
Marliece Andrada (Manteca (Californië), 22 augustus 1972) is een Amerikaans model en actrice.
Andrada, die in de vroege jaren 90 werkte als cheerleader, begon haar acteercarrière in de serie Arli$$ in 1996. In 1997 kreeg ze voor één seizoen een hoofdrol in Baywatch als Skylar Bergman. In maart 1998 verscheen ze als Playmate van de maand in het tijdschrift Playboy.